# Lepturinae
Lepturinae es una  subfamilia de coleópteros de la superfamilia Chrysomeloidea, familia Cerambycidae.
Se diferencian de la mayoría de los cerambícidos en que los ojos compuestos son generalmente ovales en lugar de ser divididos o escotados. Se los encuentra a menudo en flores, por eso en inglés se los llama longicornios de las flores.
Las larvas viven en madera en deterioro o podrida, por eso no son consideradas plagas, sino, más bien, contribuye al funcionamiento del ecosistem porque actúan reciclado.
Hay en el mundo alrededor de 1500 especies en 210 géneros. Los géneros de esta subfamilia se encuentran en todo el mundo, pero es más diversa en el Hemisferio Norte.  Hasta hace poco la subfamilia Necydalinae se incluyó dentro de los lepturinos, pero ésta ha sido reconocida recientemente como una subfamilia.

## Tribus y géneros
Lepturinae contiene los siguientes géneros:
- Tribu Caraphiini

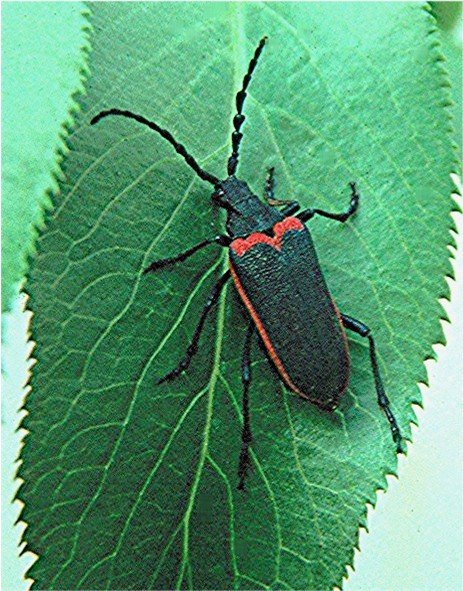
Desmocerus californicus, Desmocerini.

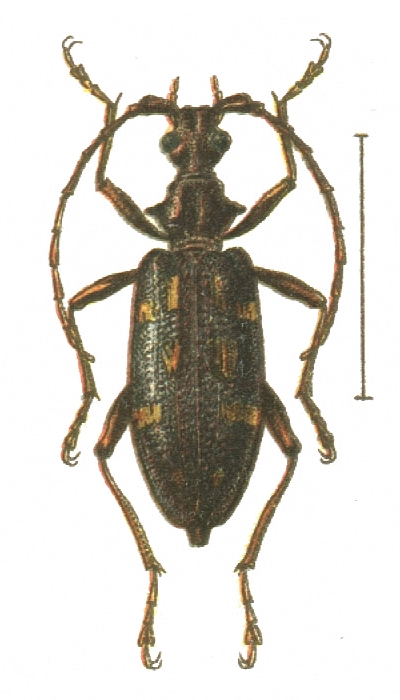
Xylosteus spinolae, Xylosteini.

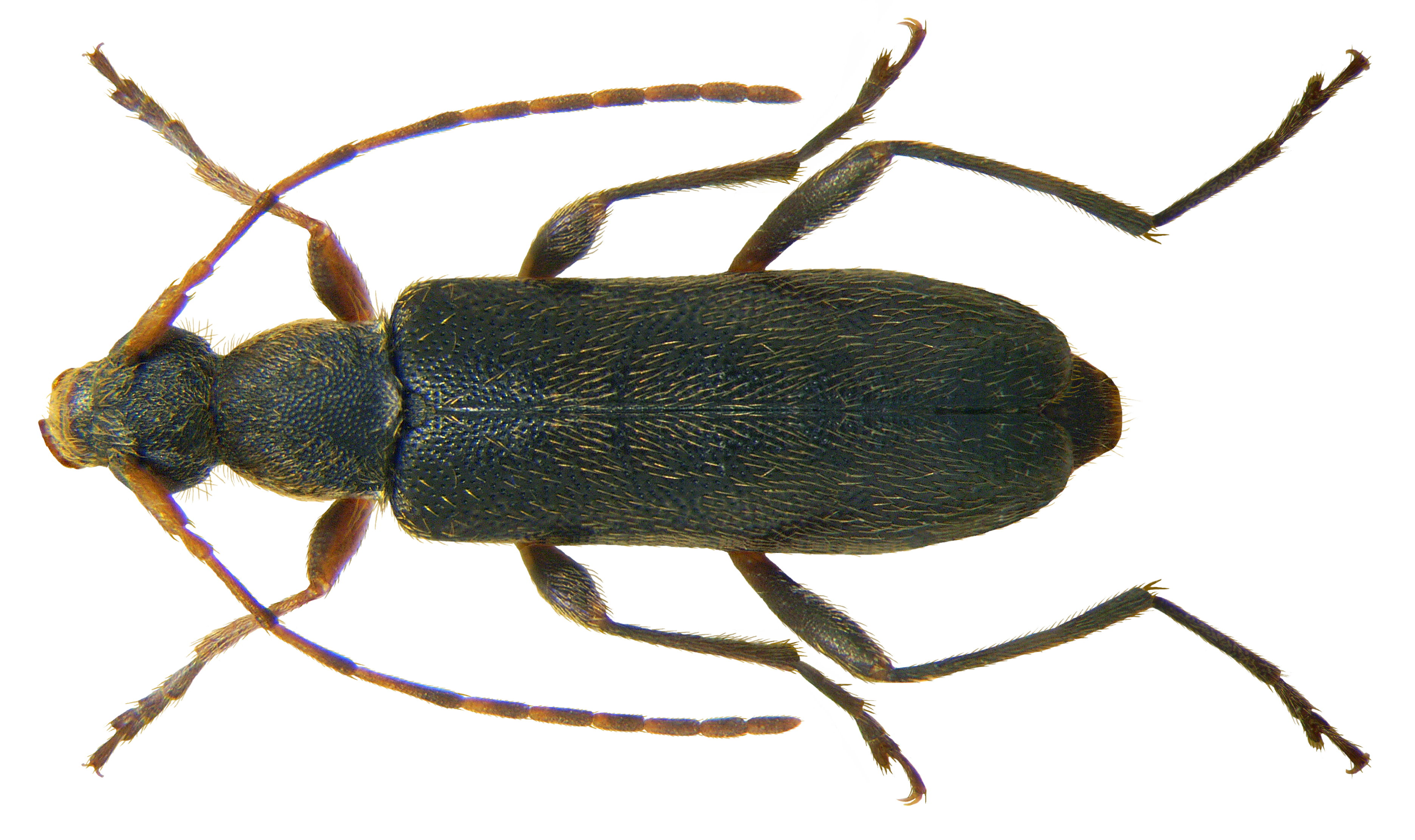
Grammoptera ruficornis, Lepturini.

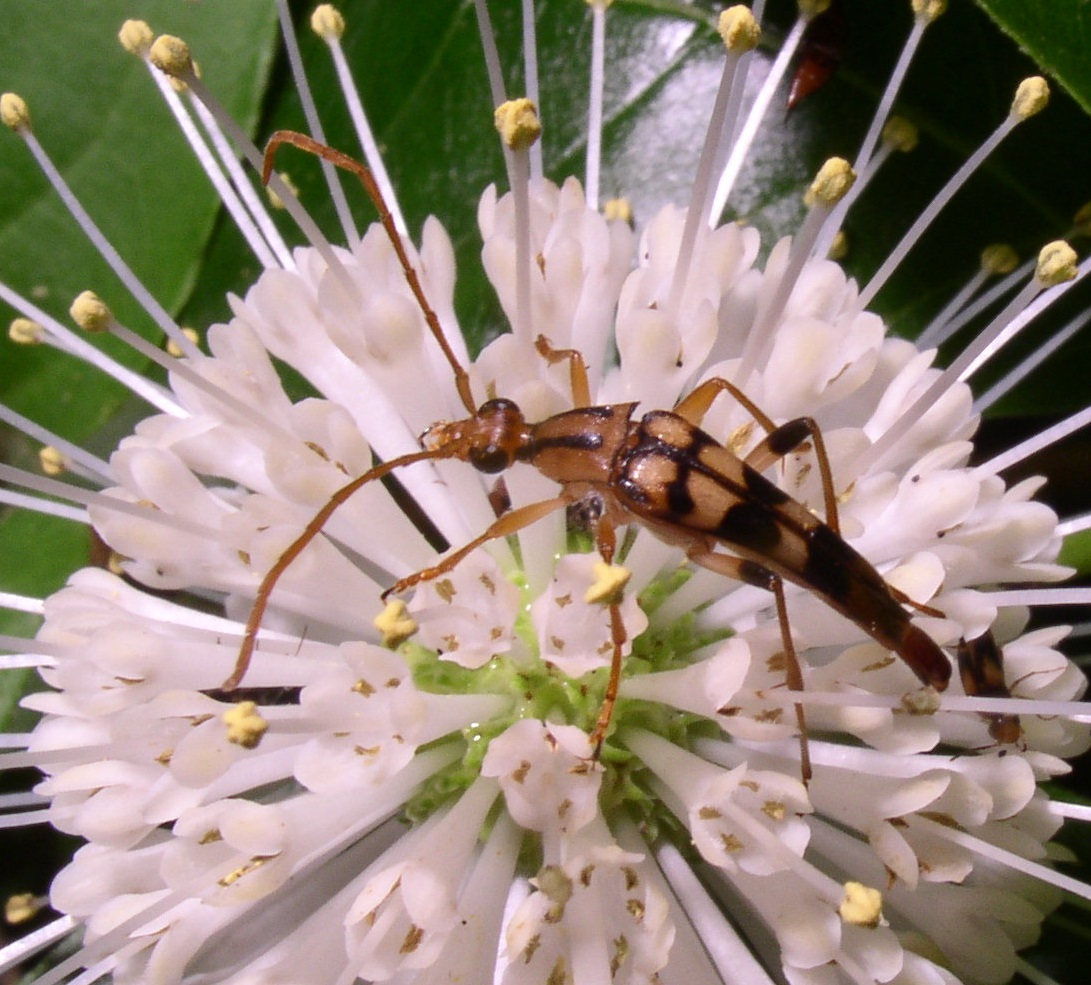
Strangalia luteicornis, Lepturini

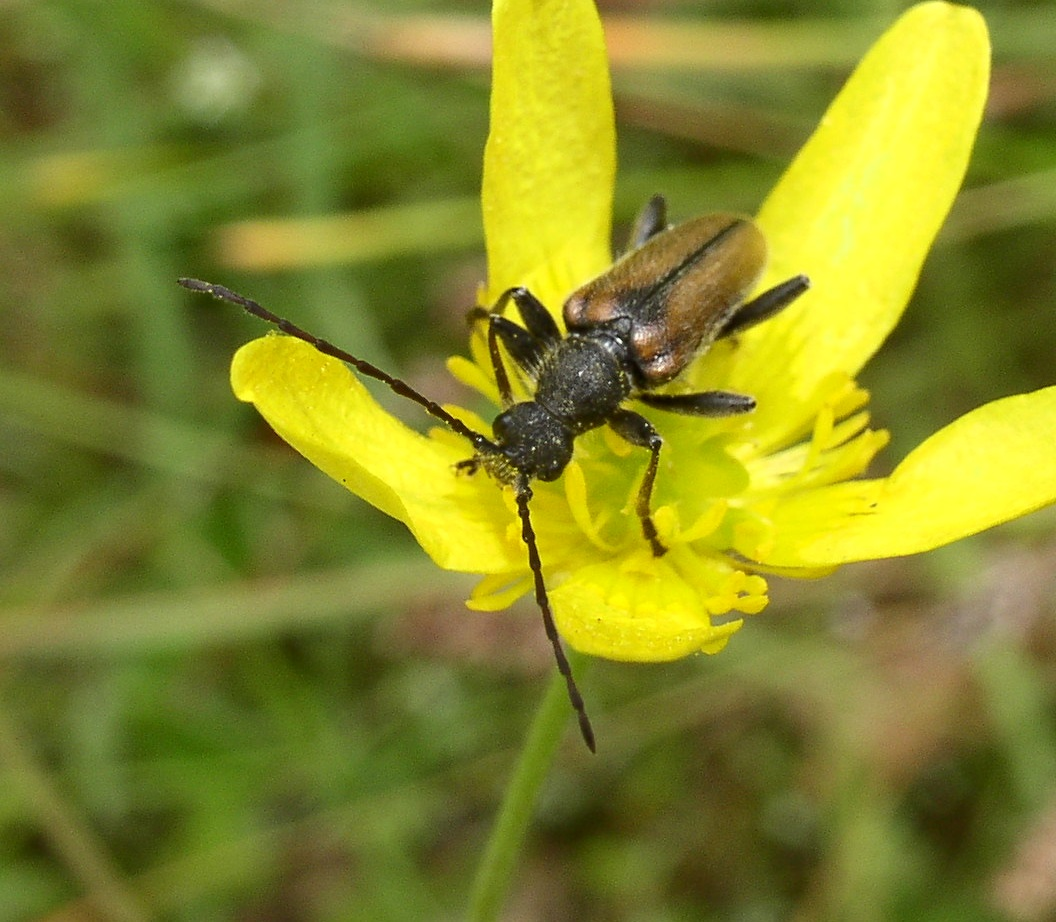
Cortodera, Rhagiini

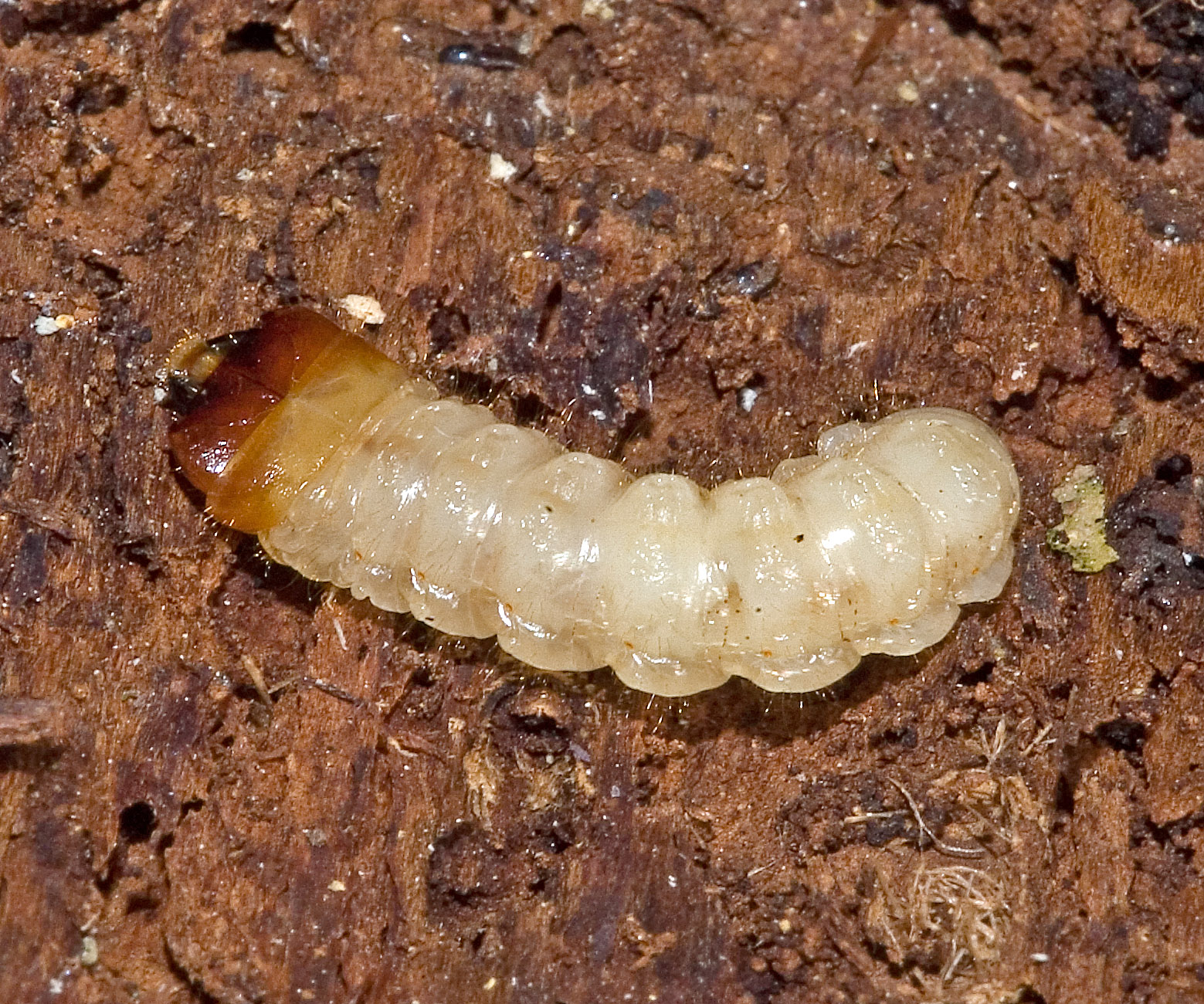
Larva de Rhagium inquisitor, Rhagiini.

  - Caraphia Matsushita 1933 Noctileptura Chemsak & Linsley, 1984

- Tribu Desmocerini Blanchard, 1845
  - Desmocerus Dejean 1821

- Tribu Encyclopini LeConte, 1873
  - Encyclops Newman 1838
  - Leptalia LeConte 1873

- Tribu Lepturini Latreille, 1802
  - Alosternida Podany 1961
  - Analeptura Linsley & Chemsak 1976
  - Anastrangalia Ohbayashi 1963
  - Anoplodera Pic 1901
  - Bellamira LeConte 1873
  - Brachyleptura Casey 1913
  - Cerrostrangalia Hovore & Chemsak 2005
  - Charisalia Casey 1913
  - Chontalia Bates 1872
  - Choriolaus Bates 1885
  - Cosmosalia
  - Cyphonotida Casey 1913
  - Dorcasina Casey 1913
  - Etorofus Matsushita 1933
  - Eurylemma Chemsak & Linsley 1974

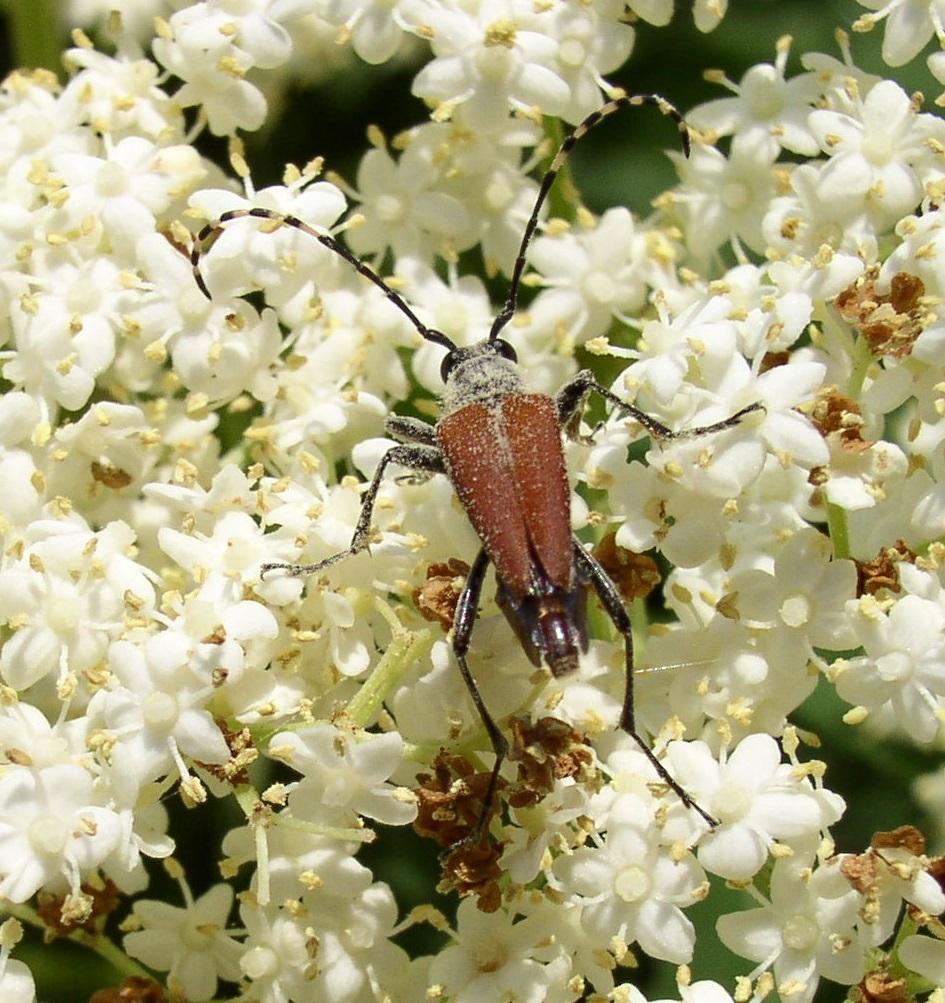
Brachyleptura rubrica, Lepturini.

  - Euryptera Lepeletier & Audinet-Serville in Latreille 1828
  - Fortuneleptura Villiers 1979
  - Grammoptera Audinet-Serville 1835
  - Idiopidonia Swaine & Hopping 1928
  - Judolia Mulsant 1863
  - Leptochoriolaus Chemsak & Linsley 1976
  - Leptura Linnaeus 1758
  - Lepturobosca (Cosmosalia) Casey 1913
  - Lepturopsis Linsley & Chemsak 1976
  - Lycidocerus Chemsak & Linsley 1976
  - Lycochoriolaus Linsley & Chemsak 1976
  - Lycomorphoides Linsley 1970
  - Lygistopteroides Linsley & Chemsak 1971
  - Macrochoriolaus Linsley 1970
  - Megachoriolaus Linsley 1970
  - Meloemorpha Chemsak & Linsley 1976
  - Mimiptera Linsley 1961
  - Mordellistenomimus Chemsak & Linsley 1976
  - Nemognathomimus Chemsak & Linsley 1976
  - Neoalosterna Podany 1961
  - Neobellamira Swaine & Hopping 1928
  - Neoleptura Thomson 1860
  - Orthochoriolaus Linsley & Chemsak 1976
  - Ortholeptura Casey 1913
  - Pachytodes Pic 1891
  - Pseudophistomis Linsley & Chemsak 1971
  - Pseudostrangalia Swaine & Hopping 1928
  - Pseudotypocerus Linsley & Chemsak 1971
  - Pygoleptura Linsley & Chemsak 1976
  - Stenelytrana Dejean 1837
  - Stenostrophia Casey 1913
  - Stenurella Rosenhauer, 1856
  - Stictoleptura Casey 1924
  - Strangalepta Casey 1913
  - Strangalia Dejean 1835
  - Strangalidium Giesbert 1997
  - Strophiona Casey 1913
  - Toxoleptura Miroshnikov 1998
  - Trachysida Casey 1913
  - Trigonarthris Haldeman 1847
  - Trypogeus Lacordaire, 1869
  - Typocerus LeConte 1850
  - Xestoleptura Casey 1913

- Tribu Oxymirini Danilevsky, 1997
  - Neoxymirus Miroshnikov 2013
  - Oxymirus Mulsant 1862

- Tribu Rhagiini Kirby, 1837
  - Acmaeops LeConte 1850
  - Acmaeopsoides Linsley & Chemsak 1976
  - Anthophylax LeConte 1850
  - Apiocephalus Gahan, 1898
  - Brachysomida Casey 1913
  - Brachyta Fairmaire 1868
  - Centrodera LeConte 1850
  - Comacmaeops Linsley & Chemsak 1972
  - Cortodera Mulsant 1863
  - Enoploderes LeConte 1862
  - Evodinus LeConte 1850
  - Gaurotes LeConte 1850
  - Metacmaeops Linsley & Chemsak 1972
  - Neanthophylax Linsley & Chemsak 1972
  - Pachyta Dejean 1821
  - Pidonia Thomson 1864
  - Piodes LeConte 1850
  - Pseudogaurotina Plavilstshikov 1958
  - Rhagium Fabricius 1775
  - Stenocorus Reitter 1912
  - Tomentgaurotes Podany 1962

- Tribu Rhamnusiini Sama, 2009
  - Neorhamnusium Hayashi 1976
  - Rhamnusium Latreille 1829

- Tribu Sachalinobiini Danilevsky, 2010
  - Sachalinobia

- Tribu Teledapini Pascoe, 1871

- Tribu Xylosteini Reitter, 1913
  - Leptorhabdium Kraatz 1879
  - Pseudoxylosteus Sama 1993

- Incertae sedis
  - †Leptura longipennis (nomen dubium; no pertenece a Leptura)[6]